# Justine
Justine és una pel·lícula estatunidenca dirigida per George Cukor, estrenada el 1969.
Algunes escenes es van rodar a Ennejma Ezzahra, un palau a Sidi Bou Said, al nord de Tunísia.

## Argument
Els amors d'un jove anglès a Alexandria al final dels anys 1930 amb una prostituta i la dona d'un ric banquer que maquina contra els anglesos.

## Repartiment
- Anouk Aimée: Justine
- Dirk Bogarde: Pursewarden
- Robert Forster: Narouz
- Anna Karina: Melissa
- Philippe Noiret: Pombal
- Michael York: Darley
- John Vernon: Nessim
- Michael Dunn: Mnemjian

## Recepció
Segons els registres de Fox, la pel·lícula va necessitar 12.775.000 dòlars en lloguers per arribar a l'equilibri i, l'11 de desembre de 1970, havia recaptat 2.775.000 dòlars. El setembre de 1970, l'estudi va informar que havia perdut 6.602.000 dòlars amb la pel·lícula.